# 아소르스 제도
아소르스(/əˈzɔːrz/, /ˈeɪzɔːrz/ 포르투갈어: Açores, 포르투갈어 발음: [ɐˈsoɾɨʃ]), 공식적으로 아소르스 자치구(포르투갈어: Região Autónoma dos Açores)는 포르투갈의 자치구 2개 중 하나다(마데이라 제도와 함께). 북대서양의 마카로네시아 지역에 있는 9개의 화산섬으로 구성된 군도로, 리스본에서 서쪽으로 약 1,400 km (870 mi), 모로코에서 북서쪽으로 약 1,500 km (930 mi), 캐나다의 뉴펀들랜드에서 남동쪽으로 약 1,930 km (1,200 mi), 아일랜드의 코크에서 남서쪽으로 같은 거리에 있다.
주요 산업은 농업, 낙농업, 가축, 어업, 그리고 관광이며, 이는 이 지역의 주요 서비스 활동이 되었습니다. 20세기에 그리고 어느 정도 21세기에도 이들은 유럽과 북미를 오가는 항공기의 급유를 위한 경유지 역할을 했습니다. 아소르스 정부는 인구의 상당 부분을 서비스 및 3차 산업 부문에 직간접적으로 고용합니다. 아소르스에서 가장 큰 도시는 폰타델가다입니다. 아소르스 제도의 문화, 방언, 요리, 전통은 이 외딴 섬들이 2세기에 걸쳐 산발적으로 정착되었기 때문에 상당히 다양하다.
아소르스에는 9개의 주요 섬과 3개의 주요 그룹으로 이루어진 작은 섬들이 있다. 이들은 서쪽에 있는 플로레스와 코르보, 중앙에 있는 그라시오사, 테르세이라, 상소르시, 피코, 파이알, 그리고 동쪽에 있는 상미겔, 산타마리아, 그리고 소포르미가스섬이다. 이들은 600 km (370 mi) 이상 뻗어 있으며 북서쪽에서 남동쪽 방향으로 놓여 있다. 모든 섬은 화산의 기원을 가지고 있다, 산타마리아와 같이 수 세기 전 섬에 사람이 정착한 이후로 기록된 활동이 없는 섬도 있다. 피코섬에 있는 피코산은 포르투갈에서 가장 높은 지점으로, 2,351 m (7,713 ft)이다. 바다 밑바닥에서 정상까지 측정하면 아소르스는 지구 상에서 가장 높은 산 중 하나다.
아소르스는 지진 활동이 활발한 아소르스 삼중 접합부 판 구조론에 위치하고 있으며, 북아메리카판, 유라시아판, 누비아판이 만난다.
아소르스 산맥의 기후는 대륙과의 거리와 지나가는 걸프 스트림의 영향을 받아 그러한 북쪽 위치에 대해 매우 온화하다. 해양의 영향 때문에 기온은 일 년 내내 온화하게 유지된다. 낮 기온은 일반적으로 계절에 따라 16 및%s 사이에서 변동한다. 30 °C (86 °F) 이상의 온도 또는 3 °C (37 °F) 이하의 온도는 주요 인구 중심지에서 알려져 있지 않다. 또한 일반적으로 습하고 흐리다.

## 역사
1427년 항해왕자 엔히크 아래에서 항해한 해군 제독 한 명이 아소르스 제도를 발견하여 포르투갈 제국의 일부가 되었다. 발견자는 곤살루 벨류(Gonçalo Velho)였을 수 있지만 확실하지 않다. 발견 당시 무인도였던 아소르스 제도에는 1439년부터 사람들이 정착하기 시작했는데, 포르투갈 본토 남부의 알가르브와 알렌테주 지방에서 주로 이주했다. 뒤따르는 몇 세기 동안에는 다른 나라들, 특히 프랑스 북부와 플랑드르에서도 이주민이 들어왔다.
1976년에 포르투갈의 자치구가 되었다.

## 지리
아소르스 제도에는 9개의 주요 섬이 있으며, 이를 다음과 같이 3개 집단으로 구분할 수 있다.
- 서부
  - 코르부섬
  - 플로르스섬
- 중부
  - 파이알섬
  - 그라시오자섬
  - 피쿠섬
  - 상조르즈섬
  - 테르세이라섬
- 동부
  - 산타마리아섬
  - 상미겔섬

9개의 섬의 총 면적은 2,355 km2이며 각기 759 km2(상미겔)에서 17 km2(코르부섬)에 이르기까지 크기도 다르다. 상미겔섬과 피쿠섬, 테르세이라섬은 몰타섬에 비해서 크다.

## 주민
2002년 말 기준 전체 인구는 238,767명으로서 1km2 당 106명의 인구밀도가 나타난다.
대략적인 위도와 경도는 북위 38도, 서경 28도이다.

## 같이 보기
- 마카로네시아
- 아소르스의 우표와 우편의 역사
- 포르투갈의 섬 목록

## 참고 문헌
- Costa, Antonieta (2007). 《Pelo sinal do Espírito Santo By the sign of the Holy Spirit》. Angra do Heroísmo: Presidência do Governo Reginal dos Açores. Direcção Regional da Cultural. 120p쪽.
- Twain, Mark (1869). 《The Innocents Abroad, or the New Pilgrims Progress》. Hartford, CT: American Publishing Co. OCLC 1047562.
- Dervenn, Claude (1956). 《The Azores : with 104 photographs in photogravure and a map》. 번역 Bryans, Robin. London: George G. Harrap and Co.
- Dervenn, Claude (1957). 《Madeira》. 번역 Hogarth-Gaute, Frances. London: George G. Harrap and Co.
- Lourenço, N.; Miranda, J.M.; Luis, J.F.; Ribeiros, A.; Mendes Victor, L.A.; Madeira, J.; H. Needham (1998). 《Morpho-tectonic analysis of the Azores Volcanic Plateau from a new bathymetric compilation of the area》 20. Marine Geophysical Researches. 141–156쪽.
- Luís, J.F.; Miranda, J.M.; Galdeano, A.; Patriat, P.; Rossignol, J.C. and L.A. Mendes Victor (1994). 《The Azores triple junction evolution since 10 Ma from an aeromagnetic survey of the Mid-Atlantic Ridge》 125. Earth and Planetary Science Letters. 439–459쪽.
- Madeira, J. (1998). 《Estudos de neotectónica nas ilhas do Faial, Pico e S. Jorge: uma contribuição para o conhecimento geodinâmico da junção tripla dos Açores》 [Neotectonic studies on the islands of Faial, Pico and S. Jorge: a contribution to the geodynamic knowledge in the triple junction of the Açores] (포르투갈어). Lisbon: Faculdade de Ciências, Universidade de Lisboa.
- Ridley, W.; Watkins, N. and D.Macfarlane (1974). 〈The oceanic islands: Azores〉.   E. Nairn; F. Stehli. 《The ocean basins and margins》. New York: Plenum Press. 445–478쪽.
- 《Upper mantle structure beneath the Azores hotspot from finite-frequency seismic tomography》 260. Earth and Planetary Science Letters. 2006. 11–26쪽.
- Needham, H; J. Francheteau (1974). 《Some characteristics of the rift valley in the Atlantic Ocean near 36o48' north》 22. Earth Planetary Science Letters. 29–43쪽.
- Ferreira, António de Brum (2005). “Geodinâmica e perigosidade natural nas ilhas dos Açores” [Geodynamics and Natural Risks on the Islands of the Azores]. 《Finisterra》 (포르투갈어) XL (79): 013–120.
- Carine, Mark; Schaefer, Hanno (2010). “The Azores diversity enigma: why are there so few Azorean endemic flowering plants and why are they so widespread?”. 《Journal of Biogeography》 37 (1): 77–89. Bibcode:2010JBiog..37...77C. doi:10.1111/j.1365-2699.2009.02181.x. S2CID 85947772.
- “Centro de Vulcanologia e Avaliação de Riscos Geológicos: Observatório Vulcanológica e Sismológico da Universidade dos Açores”. Centro de Vulcanologia e Avaliação de Riscos Geológicos (CVARG). 2010. 2010년 4월 15일에 확인함.[깨진 링크]
- Machado, Adriane; Azevedo, José M. M.; Alemeida, Delia P.M.; Farid Chemale Jr. (2008). “Geochemistry of Volcanic Rocks from Faial Island (Azores)” (PDF). Lisbon: e-Terra, GEOTIC – Sociedade Geológica de Portugal. 1–14쪽. 2011년 5월 11일에 원본 문서 (PDF)에서 보존된 문서. 2010년 4월 17일에 확인함.
- R.C. Mitchell-Thomé (1980). “Some geomorphological aspects of the Azores Archipelago” (PDF). 《Finistrerra: Revista Portuguesa de Geografia》 XV (30): 201–219. 2011년 5월 15일에 원본 문서 (PDF)에서 보존된 문서. 2011년 2월 24일에 확인함.
- Scammell, G. V. (1989). 《The First Imperial Age》. London: Unwin Hyman. 51–70쪽.